# Karkaraly
Il Karkaraly (in kazako Қарқаралы тауы, Qarqaralı tawı) è un massiccio montuoso che raggiunge i 1566 m di altezza situato in Kazakistan (Asia centrale).
È situato nella parte centrale delle alture del Kazakistan, a sud-est di Karaganda. La sua montagna più alta è l'Aksoran. Il Karkaraly, ricco di foreste e laghi, è costituito da granito, ardesia e diaspro verde. A volte viene chiamato la Svizzera kazaka.